# Gongmin av Goryeo
Gongmin av Goryeo, född 1330, död 1374, var en koreansk monark. Han var kung av Korea mellan 1351 och 1374.